# ARM Ignacio Allende
ARM Ignacio Allende, poprzednio USS Stein – amerykańska fregata typu Knox, służąca w latach 1972–1992 w Marynarce Wojennej USA pod nazwą USS „Stein” (DE-1065, FF-1065), a od 1998 roku w marynarce Meksyku jako „Ignacio Allende”. Należy do czterech fregat tego typu przekazanych Meksykowi i znanych tam również jako typ Allende. Nosił numer burtowy E-50, a następnie F 211.

## Historia
USS „Stein” należał do dużej serii 46 okrętów typu Knox, zbudowanych w USA na przełomie lat 60/70 XX wieku z przeznaczeniem do zwalczania okrętów podwodnych. Początkowo okręty te były klasyfikowane w marynarce USA jako eskortowce oceaniczne, a od 1975 roku jako fregaty, stąd okręt początkowo otrzymał numer burtowy DE-1065, zmieniony ostatecznie na FF-1065.
Stępkę pod budowę USS „Stein” położono 1 czerwca 1970 roku w stoczni Lockheed Shipbuilding and Construction Co w Seattle. Okręt wodowano 19 grudnia 1970 roku. Wszedł do służby w marynarce USA 8 stycznia 1972 roku. Otrzymał imię na cześć Thomasa Steina, żołnierza Marines odznaczonego Medalem Honoru za bitwę o Iwo Jimę.
„Stein” należał do grupy okrętów tego typu, które otrzymały sonar SQS-35, oraz wyrzutnię pocisków przeciwlotniczych bliskiego zasięgu RIM-7 Sea Sparrow.

## Opis
Wyporność okrętów typu Knox jest podawana rozbieżnie: 3020 ts  w stanie lekkim i 4066 ts pełna lub 3011 ts standardowa i 4260 ts pełna. Długość wynosi 134 m, szerokość 14,3 m, zanurzenie 4,6 m, a maksymalnie 7,8 m z opływką sonaru.
Napęd stanowi jedna turbina parowa z przekładnią Westinghouse o mocy 35 000 shp. Parę zapewniają dwa kotły parowe – w przypadku „Steina”, Babcock & Wilcox, o ciśnieniu roboczym 84,4 at i temperaturze pary 510° C. Turbina napędza pojedynczą pięciopłatową śrubę o średnicy 4,57 m. Prędkość maksymalna wynosi 27 węzłów. Zapas paliwa płynnego wynosi 715 ton, co pozwala na zasięg 4000 Mm przy prędkości 22 węzły lub 4900 Mm przy 15 w. Okręt ponadto zabiera 35 t paliwa lotniczego.
Załoga fregat typu Knox początkowo liczyła 245 ludzi, w tym 17 oficerów, następnie 283 ludzi, w tym 22 oficerów, a pod koniec służby w USA 288 ludzi, w tym 17 oficerów. W służbie meksykańskiej roczniki flot podają 288 ludzi, w tym 20 oficerów.

### Uzbrojenie
Uzbrojenie artyleryjskie składa się z tylko jednej automatycznej armaty uniwersalnej kalibru 127 mm (5 cali) Mk 42 Mod. 9 o długości lufy 54 kalibrów (L/45). Długość lufy wynosi 6858 mm, kąt podniesienia lufy od -10° do +85°, a prędkość podniesienia 25°/s. Armata strzela pociskami o masie 31,75 kg z maksymalną prędkością wylotową 807 m/s. Donośność sięga 23 700 m, a do celów powietrznych 14 800 m. Zapas amunicji wynosi 600 pocisków. Szybkostrzelność wynosi do 20 strzałów na minutę. Armata jest zdalnie kierowana, a rezerwowo można prowadzić ogień do celów morskich z wieży.
Zasadniczym uzbrojeniem okrętów służącym do zwalczania okrętów podwodnych jest ośmioprowadnicowa kontenerowa obrotowa wyrzutnia Mk 16 rakietotorped RUR-5 ASROC, umieszczona między wieżą działa a nadbudówką. Wystrzeliwała rakietotorpedy przenoszące samonaprowadzające się torpedy Mk 44 Mod. 1, Mk 46 Mod. 2 lub Mk 46 Mod. 5, a w końcowym okresie służby tylko te ostatnie. Zasięg strzału wynosił do 9,1 lub 14 km (według innych źródeł, do 10 km). Zapas amunicji wynosi 16 rakietotorped. Dwie prowadnice następnie dostosowano do odpalania pocisków przeciwokrętowych RGM-84 Harpoon o zasięgu do 130 km (nie są używane w służbie meksykańskiej). Uzbrojenie przeciwpodwodne uzupełniają cztery stałe wyrzutnie lekkich torped kalibru 324 mm, strzelające po dwie na każdą z burt. Okręty przenoszą 22 torpedy Mk 46 Mod. 5.
„Stein” należał do 31 okrętów typu Knox, które zostały dozbrojone między 1971 a 1975 rokiem w ośmioprowadnicową kontenerową wyrzutnię Mk 25 BPDMS pocisków przeciwlotniczych bliskiego zasięgu RIM-7 Sea Sparrow na rufie. Zasięg pocisków wynosił do 18,5 km. Można było używać pocisków do wersji RIM-7G. Według niektórych publikacji, między 1982 a 1988 rokiem wyrzutnie Sea Sparrow zostały na wszystkich okrętach zastąpione przez zestaw artyleryjski obrony bezpośredniej Phalanx CIWS, po czym przed przekazaniem okrętu Meksykowi ponownie zamontowano wyrzutnię Sea Sparrow, jednakże zdjęcia okrętu z przełomu lat 80/90 wskazują, że cały czas miał wyrzutnię Sea Sparrow.
Wyposażenie lotnicze fregat typu Knox początkowo stanowiły bezzałogowe śmigłowce do zwalczania okrętów podwodnych QH-50 DASH, lecz okazały się nieudane. Po modernizacji, od 1973 roku używane były na nich pojedyncze śmigłowce do zwalczania okrętów podwodnych SH-2F Seasprite LAMPS, przenoszące radar, detektor anomalii magnetycznych, boje sonarowe i dwie lekkie torpedy. W służbie meksykańskiej wyposażenie stanowi lekki śmigłowiec patrolowy Bo 105CB, wyposażony w radar i uzbrojony jedynie w karabiny maszynowe lub niekierowane pociski rakietowe. 

## Służba

### US Navy

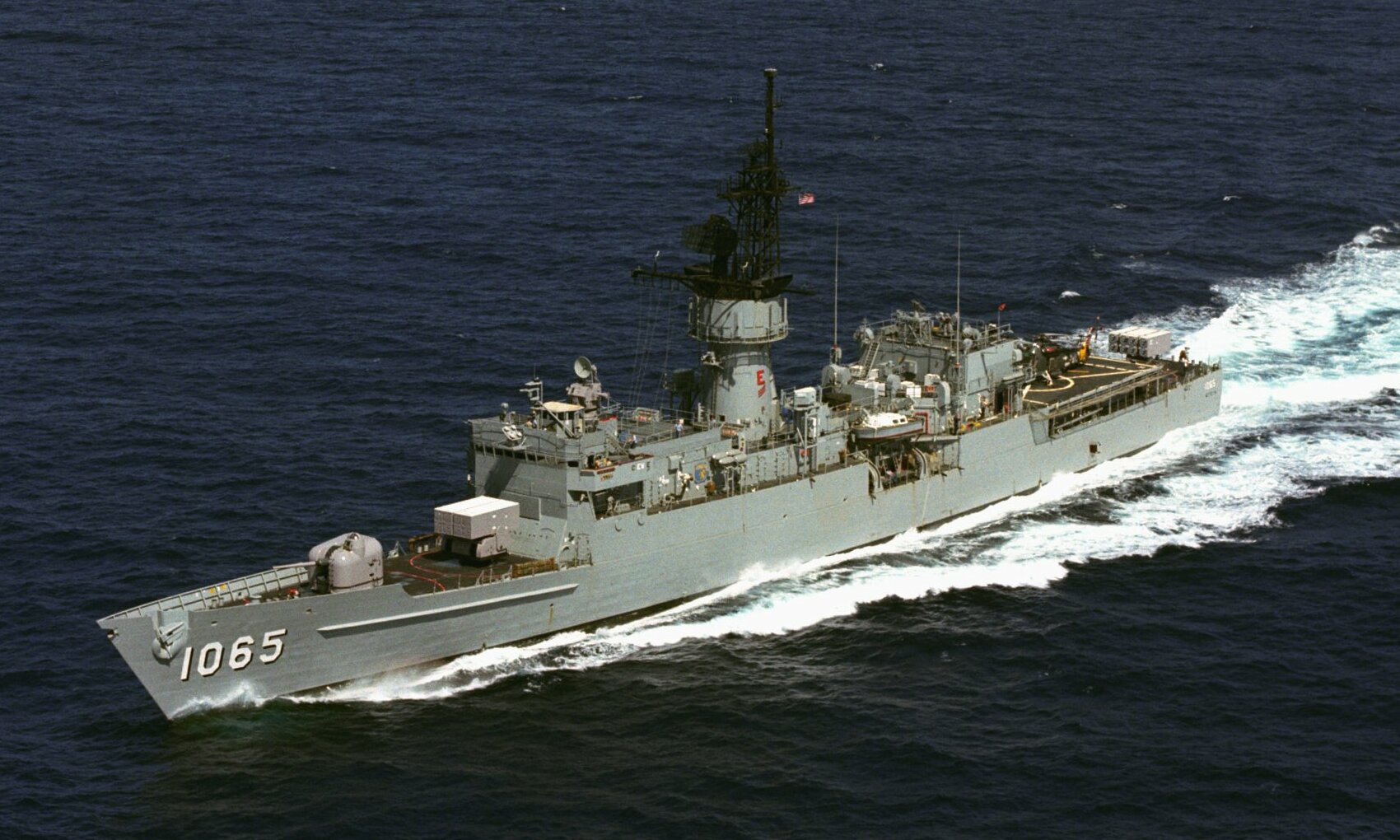
USS „Stein” w 1987

Pierwszym dowódcą był kmdr por. Nepier V. Smith. Po wejściu do służby 8 stycznia 1972 roku, okręt był wykańczany w stoczni Puget Sound i odbywał próby, po czym 17 marca przypłynął do portu macierzystego San Diego. Na przełomie kwietnia i maja odbył dziewiczy rejs wzdłuż wybrzeża Meksyku i Ameryki Południowej. 8 grudnia zakończono poprawki stoczniowe i okręt przygotowano do służby operacyjnej. 
W kwietniu 1973 roku „Stein” przebazował na zachodni Pacyfik, docierając do zatoki Subic Bay na Filipinach 19 maja, w skład 7 Floty. We wrześniu i październiku odwiedził Australię i Nową Zelandię, po czym 1 listopada powrócił do San Diego. W drugiej połowie 1974 roku ponownie wszedł w skład 7 Floty na Filipinach, odwiedził przy tym Singapur i Karaczi w Pakistanie. Dalej służył głównie w składzie 7 Floty na obszarze południowej Azji. W 1978 roku jego osłonę sonaru uszkodziła kałamarnica olbrzymia. Od października 1989 roku przez pół roku wchodził w skład eskorty pancernika USS „New Jersey” podczas rejsu po portach południowej Azji, Indii i Afryki.
W 1991 roku „Stein” wziął udział w operacjach Pustynna Tarcza i Pustynna Burza podczas wojny w Zatoce Perskiej. Po tym, 19 marca 1992 roku został wycofany ze służby w US Navy, po czym przebywał w rezerwie (US Navy Reserve). Przewidywano, że fregata zostanie przekazana marynarce Tajwanu. Ostatecznie 29 stycznia 1997 roku została przekazana marynarce Meksyku, wraz z bliźniaczą USS „Marvin Shields” (FF-1066).

### Służba w Meksyku

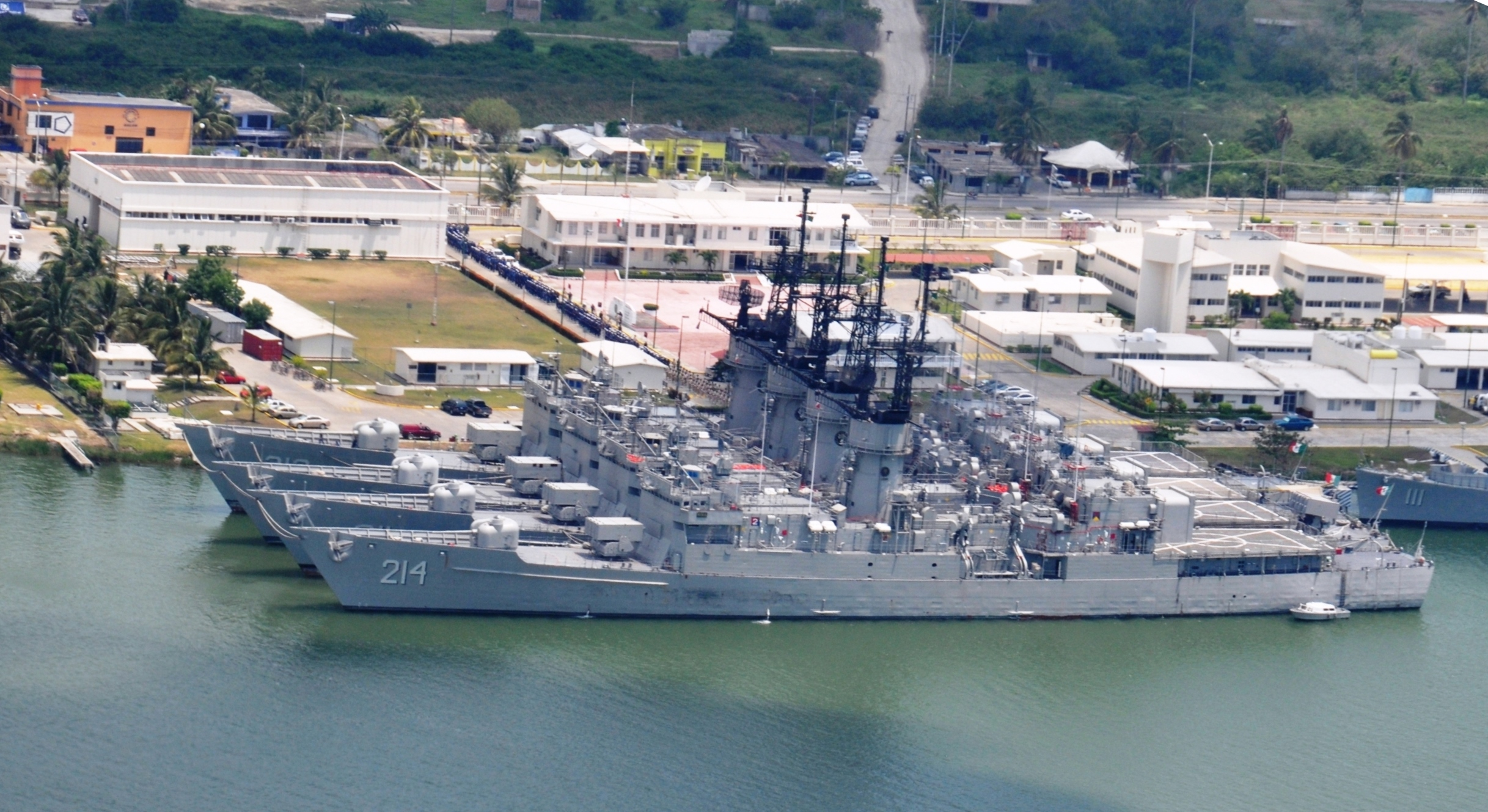
Meksykańskie fregaty typu Allende w 2009 – jako druga „Ignacio Allende”

Fregata przybyła do Meksyku 16 sierpnia 1997 roku, po czym po naprawach weszła do służby 23 listopada 1998 roku. Otrzymała nazwę „Ignacio Allende” na cześć wojskowego z okresu walk z Hiszpanami Ignacia Allende i numer burtowy E-50, w 2001 roku zmieniony na F 211. Bazowała w Tuxpan. Jest pierwszą z czterech fregat typu Knox w marynarce Meksyku, w której ich typ jest określany od niej jako  Allende, i jedyną z nich uzbrojoną w pociski przeciwlotnicze Sea Sparrow. W Meksyku okręty nie używają pocisków przeciwokrętowych Harpoon i są wyposażone w śmigłowiec Bo 105CB. Według niektórych informacji, nie używano pocisków Sea Sparrow i wyrzutnia została w 2013 roku zdemontowana. W 2016 roku fregata znajdowała się w służbie.